# 小川貞雄
小川 貞雄（おがわ さだお、1937年11月24日 - ）は、神奈川県出身のプロゴルファー。

## 来歴
1959年にプロ入りし、1964年の日本オープンでは佐藤精一と並んでの4位タイ に入った。
1968年の日本プロでは初日をティーショットでラフに入れたのは17番での1回だけと、コースをうまく攻略して、6バーディー、2ボギーの4アンダー68をマークし首位に立ったが、2日目には崩れ、ラフに苦しんでスコアを落とした。
1992年には関東プロシニアで松井功と並んでの5位タイ、第一生命カップシニア5位、日本プロシニアではブルース・デブリン（オーストラリア）と並んでの2位タイ、コマツオープン9位、JAS CUPシニアでは郭吉雄（中華民国）・星野桂一と並んでの10位タイ、BMWクラシックin北海道サム・スニードカップでは小川清二、エリュテリオ・ニバル（フィリピン）、ダンク・宮本省三と並んでの9位タイ、三越シニアクラシックでは石井裕士・河野光隆・許渓山&陳健忠（中華民国）と並んでの9位タイ、とうきゅうシニアカップでは謝敏男（中華民国）、ビル・ダンク（オーストラリア）と並んでの5位タイ、緑営グループ杯シニアでは内田繁・木本挙国と並んでの5位タイに入った。
1994年にはコマツオープンで内田・郭吉と並んでの8位タイ、緑営グループ杯シニア3位、1996年にはHTBシニアクラシックで内田と並んでの5位タイに入った。
1998年にはキャッスルヒルオープン6位に入り、関東プログランドシニアで初優勝。
2005年の関東グランドシニアでは最終日にエージシュートを達成し、内田袈裟彦・佐藤・原政雄・陳清波（中華民国）を抑えて優勝。

## 主な優勝
- 1998年 - 関東プログランドシニア
- 2005年 - 関東プロゴールドシニア